# 芸術のための芸術
芸術のための芸術（げいじゅつのためのげいじゅつ、仏: L'Art pour l'art、羅: Ars Gratia Artis、英: Art for Art's Sake）は、19世紀初頭のフランスで用いられ始めた標語。芸術それ自身の価値は、「真の」芸術である限りにおいて、いかなる教訓的・道徳的・実用的な機能とも切り離されたものであることを表明している。そのような作品は時として「自己目的的」（autotélique <ギリシア語 'autoteles'）、すなわち人間存在の「内向性」や「自発性」を取り入れるために拡張された概念であると評される。日本ではこれを主義として捉え芸術至上主義と呼ぶこともある。

## 歴史
「芸術のための芸術」はテオフィル・ゴーティエ（1811年 - 1872年）の言葉とされる。ゴーティエが初めてこの言葉を書いたわけではないと異論を唱える者もいる。ヴィクトル・クーザンやバンジャマン・コンスタンやエドガー・アラン・ポーの作品にもこの言葉は現れる。ポーは評論『詩の原理』においてこう論じている。
我々は詩をただ詩のためだけに書こうと決意するようになった（中略）そうしたことが我々の意図であると認めるならば、我々は真に詩的な威厳や力に根本的に欠けていると告白せねばならぬだろう。しかしながら純然たる事実としては、我々がただ我々自身の魂の中を覗き込むに委せるなら、まさにこの詩、この詩それ自身、詩でありそれ以外の何物でもないところのこの詩、「ただ詩のためだけに書かれた詩」よりも威厳のあり高貴な作品などはこの世界には存在せず存在し得ることもないことを我々は直ちに発見するであろう。

しかしながら、ゴーティエはこの言葉を最初に標語として掲げた人物である。「芸術のための芸術」は19世紀のボヘミアニズムの信条であり、ジョン・ラスキンから始まり、ずっと後の社会主義リアリズムを唱道する共産主義者たちに至るまでの、芸術の価値は何らかの道徳や教訓的な目的に奉仕することであると考える人々を物ともせずに掲げられた標語であった。「芸術のための芸術」は、芸術は芸術として価値があるのであり、芸術の探求はそれ自身で正当化されるものであり、芸術は道徳的な正当化を必要としないものであると主張した。そして実際に、彼らは道徳の破壊者を自認していた。
さらに、ジェームズ・マクニール・ホイッスラーは16世紀の対抗改革以降ずっとつきまとってきた、国家や国教のために奉仕するという芸術の因習的な役割を否定してこう書いた。
芸術はどんなナンセンスとも無関係でなければならぬ。独り立ちしており（中略）信仰、憐憫、愛、愛国心などといった芸術とはおよそ相容れない感情と混同させることなく、耳目の芸術的感覚に訴えかけねばならぬ。

このような素っ気ない棄却はまた、芸術家が感傷主義から距離を置くことも表明していた。この声明に見えるロマン主義の残滓は、芸術家が決定者として自身の目と感覚に信頼を寄せるということに現れている。
20世紀に入ると、この概念は音楽へと拡張された。アルノルト・シェーンベルクは、従来のありきたりの書き方を拒否し、無調から十二音技法を開拓した。

## 批判
フリードリヒ・ニーチェは、『偶像の黄昏』において、芸術は人生の刺激剤であると述べ、芸術のための芸術を「尻尾を噛んだ虫のようなもの」「目的が無い芸術をどうして評価できようか」と批判した。
マルクス主義者たちは、マルクス主義の美学に基づき、芸術は社会主義の理念を伝えるために政治化するべきだと主張した。ディエゴ・リベラは、「芸術のための芸術」においては芸術は一部の富裕層だけのものとなり、社会と民衆から分断されて事実上の「通貨」と化す、と批判している。
レオポール・セダール・サンゴールやチヌア・アチェベといった芸術家たちはこの標語を限界のあるものでヨーロッパ中心主義的な芸術・創造観であると批判している。
『ブラックアフリカの美学』においてサンゴールは「芸術は機能的」であり「ブラックアフリカには『芸術のための芸術』は存在しない」と論じている。
アチェベはさらに辛辣で、評論集『Morning Yet on Creation Day』の中で「芸術のための芸術は脱臭された犬の糞のさらなる1欠片に過ぎない」としている。
ドイツのマルクス主義の評論家・批評家であるヴァルター・ベンヤミンはさらに進んで、未来派を引き合いに出し、この標語はファシズムにおいて「完遂された」と、後世に大きな影響を与えた評論『複製技術時代の芸術』の結びで明言した。

## 原注
1. ↑  http://www.britannica.com/eb/article-9125149/art-for-arts-sake retrieved 2009-05-06
2. ↑  Poe, Edgar Allan (1850年). “The Poetic Principle”.   E. A. Poe Society of Baltimore. 2009年5月6日閲覧。
3. ↑  Edwards, Owen (April 2006). “Refined Palette”. Smithsonian Magazine:  29 2009年5月6日閲覧。.